# Romain Beynié
Romain Beynié (Lyon, 6 de Maio de 1987) é um futebolista francês. Atualmente, defende o Lyon.